# Kingsford (Michigan)
Kingsford è un comune degli Stati Uniti d'America, situato nello Stato del Michigan, nella contea di Dickinson.